# Складаный, Бранислав
Бранислав Складаный (словац. Branislav Skladaný; род. 16 ноября 1982, Дубова, Среднесловацкий край) — словацкий волейболист.

## Карьера
Воспитанник клуба «Тренчин». В 2002 году начал профессиональную карьеру в словацком клубе «СК Дубова». В следующем сезоне Складаный перешёл в «Аэро» Одолена-Вода, переехавший в 2004 году в Кладно. В 2010 году Складаный переходит в немецкий «Дженерали Гахинг», где становился серебряным призёром чемпионата Германии в 2012 году. В 2013 году Складаный перешёл в «Нант». С 2016 году Бранислав Складаный стал игроком бельгийского клуба «Нолико», в котором выиграл кубок чемпионов.

Выступает за сборную Словакии, первый матч за сборную сыграл 20 мая 2005 года против Польши. Участник чемпионата Европы 2011.

## Награды
- Победитель чемпионата Чехии: 2004, 2005, 2010
- Серебряный призёр чемпионата Чехии: 2006, 2009
- Обладатель кубка Чехии: 2004
- Серебряный призёр чемпионата Германии: 2012
- Обладатель кубка Германии: 2011, 2013